# أنا أهتم كثيرا
أنا أهتم كثيرا هو فيلم كوميدي أمريكي عام 2020 من تأليف وإخراج جي بلاكسون . الفيلم من بطولة روزاموند بايك وبيتر دينكلاج وإيزا غونزاليز وديان ويست . يروي الفيلم قصة وصية عينتها المحكمة تصادر ممتلكات كبار السن من أجلها فقط لتختلط مع رجل عصابة خطير.
تم عرض الفيلم لأول مرة في العالم في مهرجان تورونتو السينمائي الدولي في 12 سبتمبر 2020 ، وتم إصداره على نيتفليكس في 19 فبراير 2021 ، عبر و برايم فيديو . حصل الفيلم على آراء إيجابية من النقاد ، حيث فازت بايك بجائزة جولدن جلوب لأفضل ممثلة - فيلم كوميدي أو موسيقي عن أدائها.

## روابط خارجية
- أنا أهتم كثيرا  في قاعدة بيانات الأفلام على الإنترنت (بالإنجليزية)